# Pleomele fernaldii
Pleomele fernaldii là một loài thực vật có hoa thuộc họ Ruscaceae là loài đặc hữu của hòn đảo Lānaʻi ở Hawaiʻi. Loài này có ở dry forests ở độ cao 490–670 mét (1.610–2.200 ft). Chúng hiện đang bị đe dọa vì mất môi trường sống.